# Heisenberg-Gymnasium Hamburg
Das Heisenberg-Gymnasium Hamburg ist ein staatliches Gymnasium im Hamburger Stadtteil Eißendorf.

## Geschichte
Das Heisenberg-Gymnasium wurde 1984 als Zusammenschluss des Gymnasiums Schwarzenberg, vormals Gymnasium für Mädchen Harburg, mit dem Gymnasium Göhlbachtal gegründet. Auf der Grundlage einer Rechtsverordnung vom 9. Juni 1983 teilte die Behörde für Schule und Berufsbildung am 15. Juni 1984 den Lehrerkonferenzen beider Schulen mit, dass die neue Schule den vorläufigen Namen Gymnasium Göhlbachtal/Schwarzenberg erhält.
Die Gebäude des Gymnasiums für Mädchen wurden zunächst weitergenutzt. Das Gymnasium für Mädchen Harburg ging auf eine 1875 in Harburg gegründete Mädchenschule zurück, damals Höhere Töchterschule Seilerstraße 12. Das spätere Lyzeum am Schwarzenberg wurde 1910 zur Vollanstalt, 1928 ging das Oberlyzeum der Stadt Harburg-Wilhelmsburg an den preußischen Staat über. 1957 wurde die Schule zum Gymnasium für Mädchen Harburg umbenannt, ab 1975 erfolgte der Umzug an den Neubau in der Triftstraße. Die Gebäude des ehemaligen Gymnasium Göhlbachtal werden von einer Berufsschule nachgenutzt.
Für die Namensfindung hatte sich unter Leitung des Schuldirektors Streitberg am Gymnasium Göhlbachtal/Schwarzenberg ein Gremium, bestehend aus Schülern, Eltern und Lehrer, gebildet. Viele Namen wurden hier diskutiert, u. a. Hans Leipelt und Kurt Tucholsky. Schließlich fand aber Werner Heisenberg die Mehrheit und wurde der Schulbehörde als Namensgeber vorgeschlagen. 1986 wurde das vereinte Gymnasium Göhlbachtal/Schwarzenberg offiziell von Schulsenator Grolle nach Werner Heisenberg benannt.

## Lage und Architektur
Das Gymnasium befindet sich in Hamburg-Eißendorf und damit am Südrand der Stadt. Das Schulgelände liegt westlich der Triftstraße, gegenüber vom Krankenhaus Harburg.

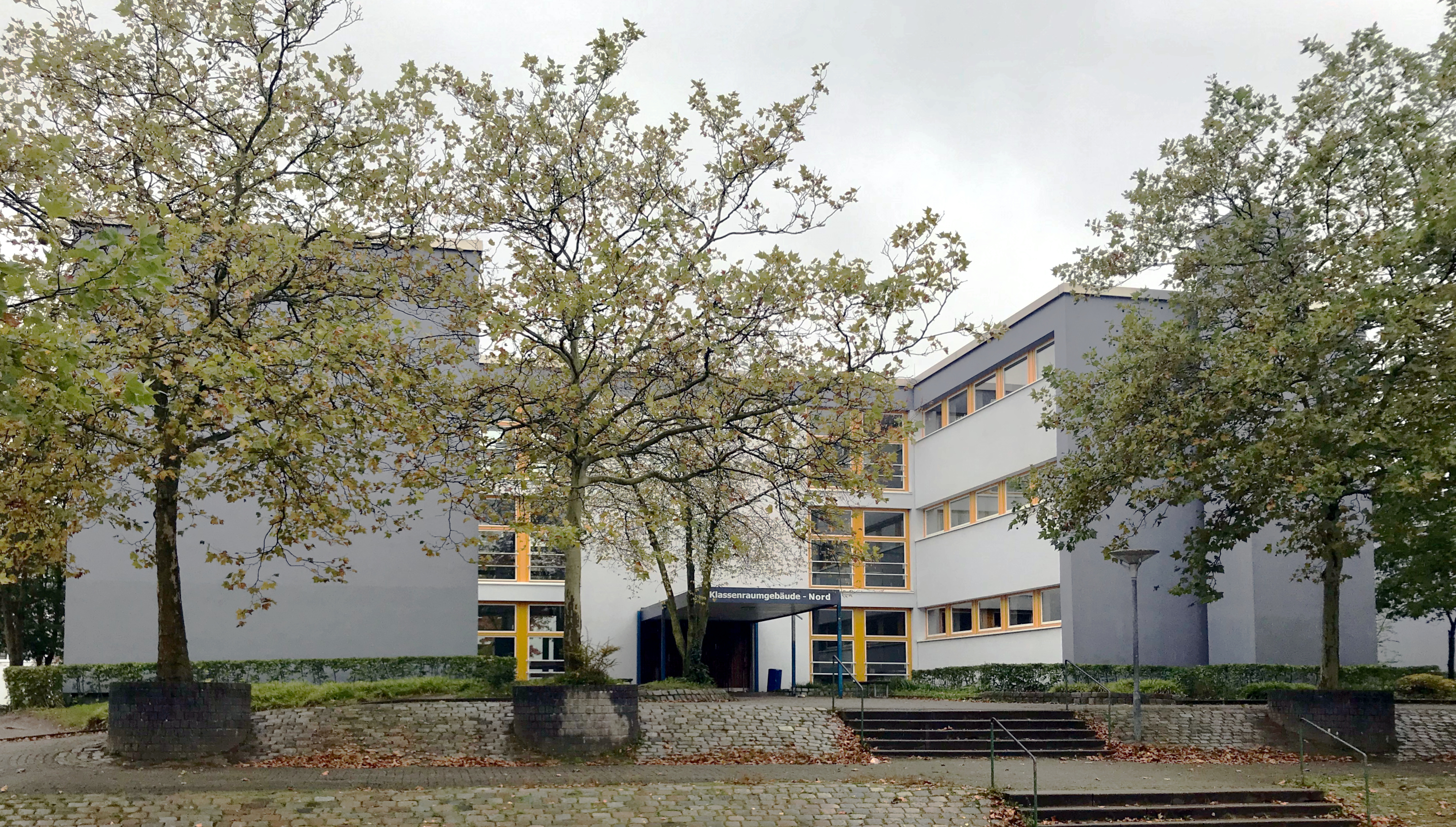
Nordeingang des Klassenraumgebäudes („Doppel-H“)

Die Gebäude des Gymnasiums wurden 1976 nach Serien-Entwürfen des Hamburger Hochbauamtes errichtet. Im Februar 1976 wurde das Doppel-H-Gebäude vom „Typ 68“ an die Schulbehörde übergeben, es war das 44. Gebäude dieses Typs. Auch die übrigen Gebäude am Schulstandort sind typische Hamburger Schul-Serienbauten der 1970er Jahre, darunter ein Verwaltungsgebäude, das Oberstufenhaus, zwei Fachgebäude, zwei Sporthallen und eine Pausenhalle. Die rote Sporthalle datiert auf 1977, die blaue Turnhalle auf 1985. Von 2007 bis 2009 wurden alle Gebäude am Standort saniert. Die überarbeitete Nutzfläche war 8.600 m² groß, die Kosten der Sanierung lagen bei gut 5 Mio. Euro.

## Schulprofil
Das Gymnasium hatte im Schuljahr 2020/21 knapp 850 Schüler. Einzugsbereich ist im Wesentlichen Eißendorf und Heimfeld, in geringerem Umfang auch Harburg und Wilstorf. Bei der Erhebung des Sozialindex für Hamburger Schulen wurde für das Heisenberg-Gymnasium 2013 ein Sozialindex von 5 errechnet, 2021 sank dieser auf 4. Die Skala reicht von 1 (nachteilige Voraussetzungen der Schülerschaft, höchster Förderbedarf) bis 6 (beste Voraussetzungen, kein Förderbedarf). Im Schuljahr 2016/17 hatten etwa 45 % der Schüler einen Migrationshintergrund, etwas mehr als im Durchschnitt aller Hamburger Gymnasien.

## Bekannte Ehemalige
- Frank Wiesner (* 1967), SPD-Politiker (Abitur am Heisenberg-Gymnasium)
- Lars Haider (* 1969), Journalist (Abitur am Heisenberg-Gymnasium)
- Tarek Müller (* 1988), Unternehmer (Schüler am Heisenberg-Gymnasium)
- Manuel Sarrazin (* 1982), Politiker der Grünen (Schüler am Heisenberg-Gymnasium,[16] dann Abitur am FEG)
- Alexander Krichel (* 1989), Pianist (Abitur am Heisenberg-Gymnasium)[17]